# Восточнопапуасские языки
Восточнопапуасские языки — условное объединение (филум) папуасских языков, распространённых на островах Меланезии к востоку от Новой Гвинеи; число говорящих — около 130 тыс. человек (2005, оценка).
В Папуа—Новой Гвинее к восточнопапуасским языкам относят три изолированных языка: сулка и кол на Новой Британии и куот на Новой Ирландии, а также четыре небольших семьи, объединяющих предположительно генетически родственные языки:
- йеле-западноновобританская семья (7 тыс. говорящих) — Новая Британия (языки анем и ата) и остров Россел (язык йеле); статус семьи ненадёжен;
- восточноновобританская семья (газельская, баинингская; около 20 тыс. говорящих): языки баининг (какет)[англ.], маколкол[англ.], симбали[англ.], ура, мали[англ.], кайрак[англ.], таулил и вымерший бутам;
- севернобугенвильская семья (12 тыс. говорящих): языки конуа (рапоиси), кериака (рамопа), эиво (аскопан) и ротокас на севере острова Бугенвиль.
- южнобугенвильская семья (65 тыс. говорящих): языки симеку, насиои, оуне, лантанаи, коромира, наговиси (сибе), мотуна (сиваи), уисаи, буин на юге острова Бугенвиль.
- Восточнопапуасские языки Соломоновых Островов объединяются в центральносоломонскую семью (20 тыс. говорящих, языки билуа, тоуо, лавукалеве, савосаво), кроме вымершего языка казукуру (или семьи из трех языков), который считается изолятом.

К восточнопапуасские языкам иногда также относят рифско-санта-крусскую семью (около 20 тыс. говорящих, языки аиво (острова Риф), санта-крусский и нанггу (острова Санта-Крус)), которая, возможно, представляет собой девиантную группу австронезийских языков, подвергшихся сильному папуасскому воздействию.
Основой для объединения восточнопапуасских языков в один филум служит их известная типологическая близость, природа которой скорее не генетическая, а ареальная, причём относящаяся к давнему прошлому: после распространения в регионе австронезийских языков (с середины 2 тыс. до н. э.) контакты между отдельными семьями восточнопапуасских языков прекратились. Практически во всех восточнопапуасских языках имеются родовые и классные согласовательные системы, но согласовательные элементы в сказуемом в разных языках выражаются различными средствами (пре- и постпозитивные частицы, суффиксы, префиксы).
Наиболее распространенный порядок слов в предложении — SOV. Фонологические системы восточнопапуасских языков чрезвычайно многообразны: севернобугенвильский язык ротокас имеет рекордно низкое число фонем: 5 гласных и 6 согласных, а в языке йеле (о. Россел) противопоставлено семь мест образования глухих, преназализованных звонких и носовых смычных.
Для ряда восточнопапуасских языков разработана письменность на латинской основе.

## Список восточнопапуасских языков
Восточнопапуасская ветвь насчитывает всего 36 языков: айиво, анем, аскопан, билуа, гулигули, дороро, йеле, казукуру, каирак, какет, кол, коромира, куот, лавукавеле, лантанаи, маколкол, мали, насиой, нанггу, оуне, пеле-ата, рамопа, рапоиси, ротокас, савосаво, санта-круз, сибе, сиваи, симбали, симеку, сулка, таурил, тереи, тоуо, уисаи, ура.